# Benu

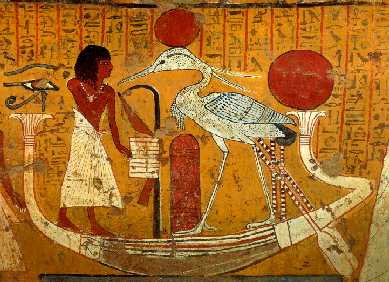
Benu na staroegipskim papirusie

Benu (Bennu), w mitologii egipskiej – święty ptak, uważany za duszę (ba) Re; Pan Jubileuszów; pierwowzór greckiego Feniksa. Był jednym z bóstw solarnych, związanym kolejno z Atumem, Re i Ozyrysem. 
| G31 |

| lub | G32 |

| G31 |

| lub | G32 |

Imię jego prawdopodobnie wywodziło się od słowa „weben” (wbn), co oznaczało „wznoszący się w blasku” lub „świecący, błyszczący”.
Czczony w Heliopolis, gdzie miał mieszkać wśród gałęzi świętej wierzby lub w Domu Benben. Był bóstwem pierwotnym, nie miał swojego stwórcy, podobnie jak Atum czy Re, a pojawił się na początku wszechświata, krążąc nad wodami praoceanu Nun, z którego następnie wyłonił się pierwszy kawałek stałego lądu – prawzgórek benben.  Miał zdolność odradzania się co 500 lat i stąd się wziął jego przydomek – Pan Jubileuszy. W okresie wzrostu popularności Ozyrysa został włączony w krąg bóstw związanych z mitem ozyriackim, stając się duszą Ozyrysa. Odnawianie Benu stało się manifestacją odradzania się Ozyrysa.
W czasach Starego Państwa przedstawiany w Heliopolis prawdopodobnie jako pliszka żółta. Reprezentował wówczas boga – stworzyciela Atuma. Od czasów Średniego Państwa był przedstawiany w postaci czapli, z długimi nogami i dziobem oraz dwoma piórami wyrastającymi z tylnej części głowy oraz z czerwonym lub złotym upierzeniem. Niekiedy miał koronę atef na głowie. Znane są także jego wizerunki w postaci ptaka z głową ludzką. Dowodzi to, że uważano go za osobne bóstwo, a nie tylko za część  osobowości Atuma, Re czy Ozyrysa.